# Полиптих Реканати
«Полиптих Реканати» (итал. Polittico di Recanati) — полиптих из шести панелей маслом на дереве итальянского живописца Лоренцо Лотто (1480—1556), представителя венецианской школы. Написан в 1506—1508 годах. Находится в городском музее Вилла Коллоредо Мелса в Реканати (регион Марке, Италия).

## История
Художник начал работать над произведением, предназначенным для церкви Сан Доменико в Реканати, в 1506 году. Джорджо Вазари, который видел полный полиптих в церкви, описал работу в своих «Жизнеописаниях наиболее знаменитых живописцев, ваятелей и зодчих». Он писал, что Лотто «был ещё молод и следовал отчасти манере Беллини, отчасти манере Джорджоне». К 1861 году полиптих был разобран, но позже воссоздан и передан в Городскую художественную галерею Реканати. В церкви Сан Доменико до сих пор хранится фреска Лотто, изображающая святого Викентия Феррера.

## Описание

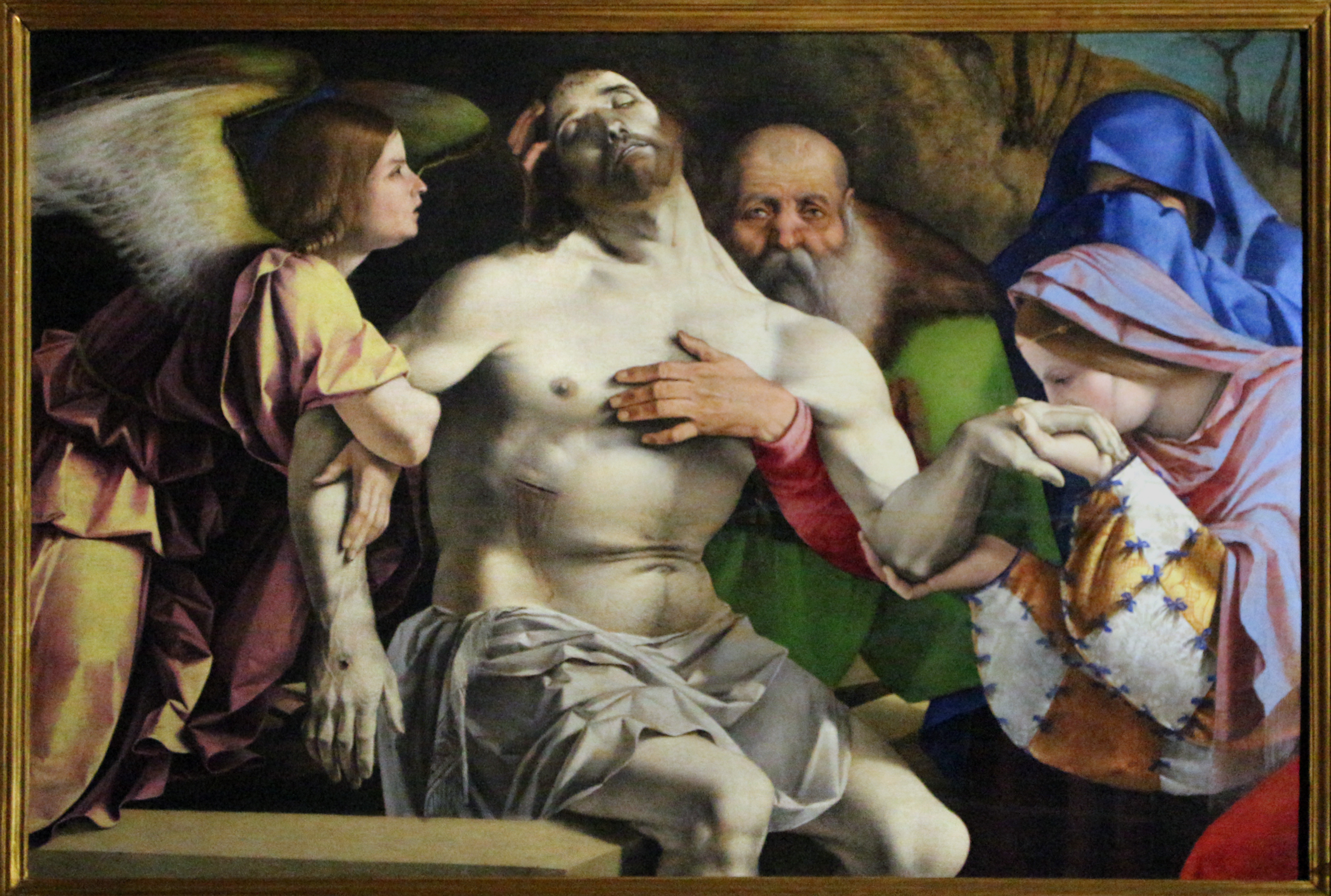
Верхняя панель с изображением Пьеты.

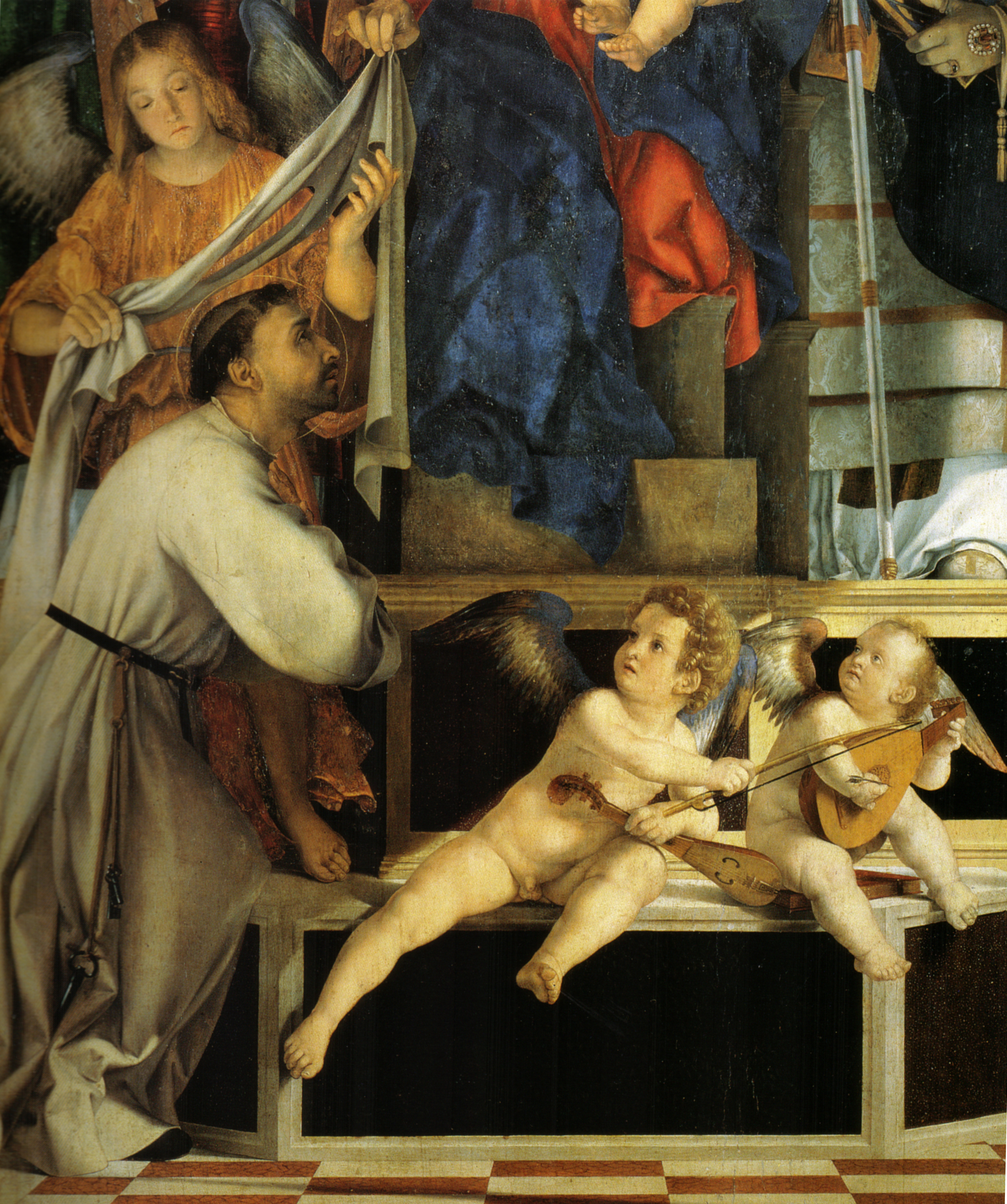
Деталь центральной панели. Напуганные ангелы отшатываются от св. Доминика.

Полиптих из шести панелей включает в себя более крупный алтарь в центре, окружённый двумя меньшими той же формы. Поверху боковых алтарей находятся две боковые панели со святыми, а верхняя прямоугольная панель над основным алтарём — с изображением Пьеты. Структура полиптиха, связанная со старомодной традицией XV века, возможно, была выбрана монахами монастыря. Лотто развил её в единую композицию в трёх нижних панелях, со сценой, изображённой под лоджией с полуциркулярным сводом в центре и двумя малыми сводами по бокам, в то время как на заднем плане находится изображение пейзажа.
Задний план нижних панелей с нишами, украшенными мозаикой в византийском стиле, были вдохновлены более ранними работами Джованни Беллини, а шахматный пол является примером знания Лотто геометрической перспективы, введённой итальянским Возрождением в XV веке.
Полиптих включает следующие панели:
- Мадонна с младенцем, ангелами и святыми (основная панель в центре, 227x108 см)
- Святые Фома Аквинский и Флавиан (внизу слева, 155x67 см)
- Святые Петр Веронский и Вит (внизу справа, 155x67 см)
- Святые Луция и Викентий Феррер (сверху слева, 67x67 см)
- Святые Екатерина Сиенская и Сигизмунд (сверху справа, 67x67 см)
- Пьета (сверху в центре, 80x108 см)

Присутствие доминиканских святых связано с орденом, который владел церковью, в то время как Флавиан и Витте являются святыми покровителями Реканати. На центральной панели Мария с благословляющим Младенцем на коленях находится в процессе передачи, через заступничество ангела, белого скапулярия доминиканцев Святому Доминику, который изображён стоящим на коленях у подножия трона. Намеренный дисбаланс влево является современным (как в алтаре Санта-Кристины в Куинто-ди-Тревизо), как и холодный и дифференцированный свет между областями, более или менее подверженными солнечным лучам, который не колеблется оставлять в тени такие фигуры, как два папы по бокам трона Марии. Другим новаторским элементом, типичным для иронии Лотто, являются два маленьких ангела, музицирующие у основания трона, которые в страхе отшатываются от святого.
В «Пьете» мёртвое тело Христа выделяется среди фигур, появляющихся из тёмного фона: ангела, Никодима, Магдалины и, возможно, Мадонны, которая закрывает своё плачущее лицо. Драматизм усилен холодным светом, плотной композицией и богатством жестов и поз.